# Can Carreres Puig
Can Carreres Puig és una casa del municipi de Cabanes (Alt Empordà) inclosa en l'Inventari del Patrimoni Arquitectònic de Catalunya.

## Descripció
Situada dins del nucli urbà de la població de Cabanes, a la banda de llevant del nucli antic, formant cantonada entre els carrers Tetuan i del Passeig.
Edifici aïllat amb un gran jardí posterior i algunes dependències annexes distribuïdes per la finca. La casa presenta la planta rectangular i està formada per tres cossos adossats. El central està distribuït en planta baixa i dos pisos, i presenta la coberta de teula de dues vessants. Els cossos laterals, en canvi, consten de dues plantes i tenen la coberta plana. A la façana principal, les obertures de la planta baixa són d'arc de mig punt, amb els emmarcaments motllurats i arrebossats. Hi ha tres portals d'accés a l'interior i tres finestres més. Al primer pis, les obertures són rectangulars i presenten guardapols motllurats. Damunt del portal principal hi ha un balcó corregut amb dos finestrals de sortida, damunt dels quals hi ha un plafó decorat amb un escut senyorial. A la segona planta hi ha finestres amb l'emmarcament arrebossat. A l'extrem de migdia de la façana hi ha un petit cos adossat en perpendicular, que presenta un portal de mig punt bastit amb carreus. A la part superior de l'obertura hi ha una reixa de ferro treballada i datada, 1840. El portal dona accés al jardí, a través d'un petit espai cobert amb volta rebaixada. A l'interior, l'edifici presenta diverses estances com la sala central, la de música, habitacions, menjador i serveis. Destaca la decoració mural amb escenes bucòliques i motius florals i geomètrics. Les pintures de la sala presenten medallons octogonals amb les quatre estacions representades amb una iconografia de caràcter bucòlic.

## Història
La casa fou construïda a mitjans del segle xix, tal como ho testimonia la data de 1840 forjada a la reixa de l'entrada, encara que sobre restes de construccions més antigues.
Al jardí de la finca es conserva un tram de mur pertanyent a un portal de l'antic recinte murat de la vila bastit al final del segle xvii. Posteriorment, Cabanes es va tornar a fortificar en iniciar-se la primera Guerra Carlina, vers l'any 1838.